# GN'Rライズ
GN'Rライズ（GN'R Lies）は、ガンズ・アンド・ローゼズのミニ・アルバム。本国発売時の正式名は「exclusive the shocking truth GN'R　LIES」であった。ビルボード最高位は2位。

## 解説
- 1986年にリリースされた4曲入りEP『Live?!☆@ Like A Suicide』にアコースティックの新録4曲を加えたもの。前半の4曲はスタジオ録音に歓声をかぶせただけの疑似ライブである。
- "Nice Boys"はRose Tattooの、"Mama Kin"はエアロスミスのそれぞれカバーである。
- 「ワン・イン・ア・ミリオン」は、歌詞が移民や同性愛者を差別していると言われ、物議を醸した。
- このアルバムリリース後に初来日（当初は7月来日予定だったが、アクセルの急性気管支炎により12月に変更となる。）
- 翌年に「Patience」がシングル・カットされ、全米4位を記録。

## 収録曲
1. "Reckless Life" (Duff McKagan, Izzy Stradlin, Slash) – 3:20
2. "Nice Boys" (Rose Tattoo) – 3:02
3. "Move to the City" (Izzy Stradlin, Del James, Chris Weber) – 3:42
4. "Mama Kin" (Steven Tyler) – 3:57
5. "Patience" (Izzy Stradlin) – 5:56
6. "Used to Love Her" (Izzy Stradlin) – 3:13
7. "You're Crazy" (Axl Rose, Slash, Izzy Stradlin) – 4:10
8. "One in a Million" (Axl Rose) – 6:10